# Yedioth Ahronoth
O Yediot Ahronot (em hebraico: ידיעות אחרונות, significando "últimas notícias") é um diário israelense de grande circulação, publicado em hebraico. Desde a década de 1970,  é o jornal de maior tiragem em Israel.
Esse jornal, um dos primeiros a ser privatizados em Israel, foi fundado em 1939 por Nahum Komarov e pouco depois foi comprado por Yehuda Mozes. Foi o primeiro vespertino da Palestina Mandatária (período do mandato britânico pós-Primeira Guerra Mundial) e tentava emular o formato do tabloide Evening Standard de Londres.   Mas logo o jornal entrou em dificuldades financeiras e Kumarov teve de vendê-lo a Yehuda Mozes, rico negociante de terras,  que via o jornal como hobby, mas também como investimento a longo prazo. Seu primeiro chefe de redação foi Noah Mozes, filho de Yehuda Mozes.[carece de fontes?]
Em 1948, grande grupo de jornalistas e membros do staff, liderados por Ezriel Carlebach, o editor na época, deixou o jornal para fundar veículo concorrente, o Ma'ariv. Foi o início de batalha pelo mercado, que ainda prossegue, entre esses dois jornais de prestígio. Carlebach foi posteriormente substituído por Herzl Rosenblum.
Hoje, o diário é dirigido pelo filho de Noah Mozes, Arnon Mozes. Por muitos anos, foi editado por Moshe Vardi, filho de Herzl Rosenblum. Vardi foi substituído no início dos anos 2000 por Rafi Ginat.
O Yediot Ahronot adota linha editorial mais popular e é aberto a ampla variedade de pontos de vista políticos. Em termos de conteúdo, contrasta  com o Haaretz, que é voltado a um público mais sofisticado.
Atualmente, é controlado pelo Yediot Ahronot Group, que também tem interesse em diversas empresas israelenses, tais como "Channel 2", canal de televisão comercial; "Hot", a companhia de televisão a cabo; "Yediot Tikshoret", grupo de jornais regionais; "Vesti", jornal em língua russa; revistas e outras empresas não ligadas aos meios de comunicação.